# Cầu Rama VII
Cầu Rama VII (tiếng Thái: สะพานพระราม 7, RTGS: Saphan Phra Ram Chet, phát âm [sā.pʰāːn pʰráʔ rāːm t͡ɕèt]) là một cầu bắc qua sông Chao Phraya ở Băng Cốc và Nonthaburi, Thái Lan, nối Bang Sue và Bang Phlat. Làn đường kép với 3 làn đường mỗi bên. Cây cầu được đặt tên để vinh danh Vua Prajadhipok. Cây cầu được xây dựng với mục đích tăng hạ tầng và giảm lưu lượng xe tại nút giao cầu Rama VI.